# Eupithecia marmaricata
Eupithecia marmaricata är en fjärilsart som beskrevs av Turati 1922. Eupithecia marmaricata ingår i släktet Eupithecia och familjen mätare. Inga underarter finns listade i Catalogue of Life.